# Premier League Snooker 2008
Premier League Snooker 2008 to turniej snookerowy organizowany przez Matchroom Sport. W edycji 2008 wzięło udział 7 zawodników, którzy rozgrywali mecze między sobą w grupie w modusie "best of 6" (z możliwością remisu 3:3). Za zwycięstwo przyznawane są 2 punkty, za remis 1, a za porażkę 0 punktów. Najlepszych czterech zawodników awansuje do półfinałów (1 vs. 4, 2 vs. 3, modus "best of 9") a zwycięzcy tych meczów grają w finale z modusem "best of 13".

## Zawodnicy
- Ronnie O’Sullivan – obrońca tytułu
- Mark Selby
- Joe Perry
- Steve Davis
- Stephen Hendry
- John Higgins
- Ding Junhui

## Mecze grupowe
11 września 2008
- Mark Selby 4-2 Ding Junhui
- Ronnie O’Sullivan 3-3 John Higgins

18 września 2008
- John Higgins 3-3 Ding Junhui
- Ronnie O’Sullivan 2-4 Joe Perry

25 września 2008
- Joe Perry 4-2 Steve Davis
- Mark Selby 5-1 Stephen Hendry

9 października 2008
- Ronnie O’Sullivan 6-0 Ding Junhui
- Mark Selby 6-0 Steve Davis

23 października 2008
- Ronnie O’Sullivan 6-0 Steve Davis
- Stephen Hendry 1-5 Joe Perry

30 października 2008
- Stephen Hendry 4-2 John Higgins
- Ronnie O’Sullivan 3-3 Mark Selby

6 listopada 2008
- Joe Perry 2-4 Ding Junhui
- Steve Davis 1-5 Stephen Hendry

13 listopada 2008
- Ding Junhui 4-2 Steve Davis
- Mark Selby 4-2 John Higgins

20 listopada 2008
- John Higgins 2-4 Joe Perry
- Ronnie O’Sullivan 3-3 Stephen Hendry

27 listopada 2008
- Mark Selby 3-3 Joe Perry
- Stephen Hendry 3-3 Ding Junhui
- John Higgins 3-3 Steve Davis

## Drabinka turniejowa
| l.p. | Zawodnik          | M | MW | MR | MP | PTS |
| ---- | ----------------- | - | -- | -- | -- | --- |
| 1    | Mark Selby        | 6 | 4  | 2  | 0  | 10  |
| 2    | Joe Perry         | 6 | 4  | 1  | 1  | 9   |
| 3    | Ronnie O’Sullivan | 6 | 2  | 3  | 1  | 7   |
| 4    | Stephen Hendry    | 6 | 2  | 2  | 2  | 6   |
| 5    | Ding Junhui       | 6 | 2  | 2  | 2  | 6   |
| 6    | John Higgins      | 6 | 0  | 3  | 3  | 3   |
| 7    | Steve Davis       | 6 | 0  | 1  | 5  | 1   |

M – mecze rozegrane, MW – mecze wygrane, MR – mecze zremisowane, MP – mecze przegrane, PTS – punkty
- Stephen Hendry wyprzedził Ding Junhui'a w tabeli, ponieważ miał lepszy bilans frame'ów.

|  |           |                   |           |                   |   |        |            |       |
|  | Półfinały | Półfinały         | Półfinały |                   |   | Finał  | Finał      | Finał |
|  | Półfinały | Półfinały         | Półfinały |                   |   | Finał  | Finał      | Finał |
|  |           |                   |           |                   |   |        |            |       |
|  |           |                   |           |                   |   |        |            |       |
|  | Anglia    | Mark Selby        | 5         |                   |   |        |            |       |
|  | Anglia    | Mark Selby        | 5         |                   |   |        |            |       |
|  | Szkocja   | Stephen Hendry    | 0         |                   |   |        |            |       |
|  | Szkocja   | Stephen Hendry    | 0         |                   |   | Anglia | Mark Selby | 2     |
|  |           |                   |           |                   |   | Anglia | Mark Selby | 2     |
|  |           |                   | Anglia    | Ronnie O’Sullivan | 7 |        |            |       |
|  | Anglia    | Joe Perry         | Anglia    | Ronnie O’Sullivan | 7 | 4      |            |       |
|  | Anglia    | Joe Perry         |           |                   |   |        |            |       |
|  | Anglia    | Ronnie O’Sullivan | 5         |                   |   |        |            |       |
|  | Anglia    | Ronnie O’Sullivan | 5         |                   |   |        |            |       |
|  |           |                   |           |                   |   |        |            |       |

## Breaki 100+
- Ding Junhui – 139, 113, 100
- Ronnie O’Sullivan – 134, 126, 105, 104
- Mark Selby – 128, 120, 115, 110, 104, 102, 101
- John Higgins – 120
- Joe Perry – 115, 103, 101, 100
- Stephen Hendry – 108